# Eisen-Schwefel-Cluster-Gerüstprotein
Das Eisen-Schwefel-Cluster-Gerüstprotein (ISCU) ist ein Protein in Chordatieren, das Teil eines Proteinkomplexes ist, der die Herstellung von Eisen-Schwefel-Clustern bewerkstelligt. Diese Cluster sind Kofaktoren für mehrere unentbehrliche Enzyme. Außerdem dient ISCU als eigenständiges Transportprotein für die Cluster. Es gibt zwei Isoformen des Proteins, die im Zytosol und in den Mitochondrien lokalisiert sind. Im Menschen wird ISCU hauptsächlich in Herz, Leber, Skelettmuskel, Gehirn, Pankreas, Nieren, Lunge und Plazenta produziert. Mutationen am ISCU-Gen können zum Mangel am Protein, und dieser zum (seltenen) Mangel an den entsprechenden Enzymen mit Myopathie führen.

## Funktion

### Zusammenbau der Eisen-Schwefel-Cluster
ISCU ist Teil des Komplexes, der Fe-S-Cluster produziert. Dabei übernimmt ISCU die Rolle der Bindung der Eisenatome, die von ISCA herantransportiert werden, während das Enzym Cystein-Desulfurase unter Cysteinverbrauch Schwefelatome bereitstellt. Zunächst wird [2Fe-2S] zusammengestellt, das durch Dimerisierung schließlich [4Fe-4S]. Dieser Prozess kann sowohl in den Mitochondrien als auch im Zytosol stattfinden, wonach der fertige [4Fe-4S] ins Plasma transportiert wird.

### Cluster-Transport
Nach der Cluster-Synthese transportiert ihn ISCU aus dem Mitochondrium. Der entsprechende Membrantransporter ist der ABC7-Eisentransporter (TCDB: 3.A.1.210.4). Es muss sich dabei um den einzigen Prozess handeln, der größere Mengen Eisen aus den Mitochondrien transportiert, da sich sowohl bei ISCU-Mangel, als auch bei ABCB7-Mangel Eisen in diesen Organellen sammelt, der letztendlich zu ihrem Defekt führt.